# Command & Conquer: Red Alert 2
Command & Conquer: Red Alert 2 este un joc de strategie de tip 2,5D creat de către Westwood Studios și apărut în anul 2000. Jocul a reușit să atingă un rating de 86% din partea jucătorilor.

## Despre joc
Acest joc are două campanii, care pot fi alese în funcție de dorința jucătorului. O campanie este sovietică, iar cealaltă este americană, fiecare campanie având 12 misiuni, plus încă 7 alături de expansion pack-ul jocului Yuri's Revenge.
În joc, noul conducător al Uniunii Sovietice după moartea lui Stalin este Alexander Romanov, iar președintele SUA poarta numele de Michael Dugan. După preluarea Europei de Est, Rusia se află în ruine, însă Alexander Romanov ajută Rusia să își revina, plănuind un atac în masă asupra Americii. În filmul de introducere al campaniei americane, acțiunea începe la Casa Albă, unde președintele Michael Dugan primește un mesaj urgent de la generalul Carville, ce îl informează despre atacurile sovietice asupra Statelor Unite. Michael Dugan îl sună pe Alexander Romanov, întrebându-l referitor la atacurile asupra Statelor Unite. După ce conversația dintre cei doi ia sfârșit, președintele decide să lanseze un atac cu rachete nucleare asupra Rusiei, însă Yuri, liderul agenției Psi-Corps și cel mai apropiat consilier al lui Alexander Romanov, iși foloește puterile de control asupra minții pentru a controla personalul de la locul de lansare a rachetelelor. Personalul, fiind controlat mintal, nu a deschis trapele de ieșire a rachetelor nucleare, iar rachetele au explodat. În doar câteva ore, America este împânzită de armatele sovietice. Președintele SUA, Michael Dugan, înființează o agenție pentru situații de urgență, condusă de către generalul Carville și de jucător.

### Campania americană
Campania americană începe în New York, unde o echipă de soldați de elită, condusă de către agenta specială Tanya, este trimisă pentru a opri invazia sovietică în acel loc. Comandantul (jucătorul), fiind ajutat de Tanya, reușește să învingă forțele sovietice din New York. Apoi, Tanya și comandantul sunt trimiși în Colorado Springs, pentru a elibera Academia Forțelor Aeriene de sub controlul Rusiei. În timp ce comandantul se întoarce victorios spre casă, descoperă ca un Psychic Beacon (un dispozitiv ce poate controla mintal toți cetățenii unui oraș), a fost amplasat în Washington D.C., iar președintele Michael Dugan și generalul Carville, alături de alte persoane de la Casa Albă, au fost capturați și au cedat orașul în mâinile sovieticilor. Comandantul, în fruntea unei echipe de asalt, este trimis în Washington pentru a distruge dispozitivul, însă baza militară controlată de comandant este constant atacată de cetățenii controlați mintal. După ce Psychic Beacon este distrus, președintele, alături de celelalte persoane de la Casa Albă, sunt salvați. America, dorind să scape de controlul minții, îți mută guvernul în Canada. 
Imediat după ce guvernul Statelor Unite a fost mutat în Canada, spionii americani descoperă că sovieticii au construit un alt dispozitiv de control mintal numit Psychic Amplifier. Acest dispozitiv poate face unei țări întregi ceea ce a făcut Psychic Beacon la Washington. O flotă marină este trimisă de la o bază militară canadiană de lânga lacul Michigan către orașul Chicago, ce era ocupat de sovietici. Comandantul distruge dispozitivul înainte ca acesta să fie activat și eliberează orașul de sub dominația sovietică, însă generalul Vladimir, conducătorul forțelor militare ce au atacat SUA, lansează o rachetă nucleară asupra orașului, cu toții fiind uciși de explozie, cu excepția comandantului ce scapă cu viață.
Alarmați de situația mondială, liderii Franței, Germaniei și Marii Britanii acceptă să se alăture Statelor Unite în lupta împotriva Rusiei, cu condiția ca SUA să neutralizeze lansatoarele de rachete nucleare sovietice situate în Polonia. Agenta specială Tanya este trimisă, alături de o echipă de soldați, la granița dintre Polonia și Germania, unde cele două lansatoare sunt distruse, iar țările din Europa de Vest se alătura Statelor Unite în lupta împotriva Rusiei. Imediat după aceea, comandantul trebuie să comande un atac asupra Washington-ului ocupat de sovietici, eliberându-l. După aceea, comandantul află că sovieticii intenționează să invadeze insulele Hawaii, iar acesta este trimis la Pearl Harbour pentru a proteja insulele.
Deși insulele au fost salvate, situația Americii nu era una excelentă. Sovieticii au preluat orașul St. Louis și zona din sudul orașului a fluviului Mississippi. Comandantul este trimis să distrugă un alt Psychic Beacon, situat în St. Louis, și să elibereze orașul.
Imediat după aceea, se descoperă faptul că Rusia intenționează să creeze o replică pentru tehnologia turnurilor prismă (turnuri ce pot trimite raze laser de distrugere asupra trupelor inamice). O echipă de soldați ai marinei americane este trimisă în Mexic, în zona unde se afla baza de cercetări, distrugând-o, astfel tehnologia americană rămânând în siguranță.
După aceea, generalul Carville îl informează pe comandant că se îndreaptă către Pădurea Neagră din Germania, către laboratorul lui Albert Einstein, însă când deschide ușa, un soldat sovietic kamikaze cu bombe în interiorul hainelor sare în aer, ucigându-l pe Carville. Jucătorul este trimis în Munții Pădurea Neagră pentru a proteja laboratorul lui Einstein de un atac sovietic. Albert Einstein îi explică comandantului că lucrează la o nouă invenție numită Cronosferă, un dispozitiv ce poate teleporta trupe oriunde în lume. Albert Einstein consideră că locul ideal de amplasare a Cronosferei este în Golful Mexic, aproape de Florida, însă nu foarte departe de Cuba. Comandantul construiește Cronosfera în Cuba, cu care apoi teleportează trupe la bazele nucleare din Cuba, pe care le distruge.
În ultima misiune a campaniei, jucătorul folosește cronosfera pentru a teleporta trupe în Moscova. Apoi, garda din jurul Kremlinului este eliminată, iar o echipă de asalt, condusă de Tanya pătrunde în Kremlin. Pentru a nu fi capturat, Alexander Romanov se ascunde și îl îmbracă pe unul din oamenii săi cu hainele sale. Tanya își dă seama imediat că nu este vorba de realul Romanov, și descoperă rapid locul unde se ascunde acesta. Rusia suferă o înfrângere umilitoare, iar războiul ia sfârșit.

### Campania rusească
În campania sovietică, acțiunea începe la Moscova, unde Alexander Romanov îl informează că cel mai potrivit loc pentru un prim atac asupra Americii este în Washington D.C. cu scopul de a distruge Pentagonul. Jucătorul este trimis în Washington D.C. unde elimină trupele americane din oraș, iar Pentagonul este distrus. După aceea, jucătorul este trimis pe coasta de est a Statelor Unite, în Florida, cu obiectivul de a distruge o flotă marină americană și o bază militară situată în acest loc. În următoarea misiune, jucătorul este trimis la New York. El trebuie să captureze un laborator american situat lângă World Trade Center. După ce acesta este capturat, jucătorul construiește un Psychic Beacon, un dispozitiv care poate controla mintea tuturor oamenilor dintr-un oraș. Înainte ca dispozitivul să fie activat, zona este împânzită de armata americană, ce încearcă să distrugă dispozitivul. Aceștia nu reușesc, iar întregul New York devine controlat de către ruși.
Jucătorul este trimis în Rusia, mai exact în regiunea Vladivostok, unde acesta trebuie să apere teritoriul de un atac al unei flote marine a Coreei de Sud.
Alarmați de situația mondială, liderii Franței și Germaniei acceptă să trimită trupe la granițele Poloniei, pentru a ajuta americanii împotriva rușilor. Între timp, Romanov și Yuri trimit trupe speciale în Paris, pentru o invazie a orașului. Trupele sovietice reușesc să ajungă la Turnul Eiffel, unde soldații tesla (soldați ce pot crea descărcari electrice) electrizează întregul turn și îl transformă într-un turn de tip tesla uriaș. Acesta distruge toate trupele aliate din Paris și totodată întregul oraș.
Între timp, Yuri reuși să devină din ce în ce mai puternic, datorită puterii sale de control al minții, reușind chiar să îl controleze pe Alexander Romanov, determinându-l să îi cedeze întreaga putere militară. Unul dintre generalii sovietici, generalul Vladimir, îl acuza pe Yuri că acesta ar fi în spatele motivului pentru care Romanov i-a cedat întreaga putere militară a țării. Yuri îi cere jucătorului apoi să construiască o bază militară în Hawaii, iar apoi să distrugă flota americană și flota coreeană.
După un timp, Alexander Romanov deveni foarte bolnav, iar Yuri descoperi că americanii construiseră o cronosferă, un dispozitiv ce poate teleporta trupe oriunde în lume, și că intenționau să teleporteze trupe în Munții Urali, unde este localizată o facilitate sovietică pentru cercetări. Yuri îl informează pe jucător că această facilitate este vitală pentru că Rusia să câștige războiul. Jucătorul reușeste să respingă atacul american.
După ce Romanov moare, acesta este înmormântat, iar Yuri îl informează pe jucător că generalul Vladimir este un trădător și că trebuie eliminat, de aceea jucătorul este trimis în Washington D.C., unde se află Vladimir, păzit de soldați și armament. Jucătorul reușește să ajungă la Casa Albă și să îl elimine pe Vladimir.
În următoarea misiune, câțiva agenți Psi-Corps sunt trimiși în San-Antonio, la Alamo, unde se află Michael Dugan, președintele Statelor Unite. Jucătorul îl controlează mintal pe președinte cu ajutorul agenților Psi-Corps, astfel Yuri deținând control pe cale indirectă asupra guvernului Americii. Mai târziu, rușii descoperă că americanii au creat un dispozitiv de controlare a vremii, care poate crea furtuni la scară mare. Jucătorul este trimis în locul unde se află dispozitivul, pentru a-l distruge. Mai târziu, Yuri dorește să îl invite pe jucător la Kremlin, spunându-i că dorește să îl felicite pentru succesul său, însă intenția sa era de fapt să îl controleze mintal pe jucător sau să îl ucidă. Locotenenta Zofia (cea care îi dă jucătorului instrucțiuni despre fiecare misiune) îi arată o înregistrare, în care Alexander Romanov spune, înainte să piară, că a fost controlat mintal de Yuri și că acesta a ajuns pe nedrept lider al Rusiei. Jucătorul pornește spre Moscova, însoțit de o măreață armată. Armata sa reusește să treacă de apărarea din Moscova și să distrugă Kremlinul, unde se află Yuri. Kremlinul este distrus, iar Yuri este aparent mort.
Jucătorul află în ultima misiune că americanii au o ultima rezistență împotriva Rusiei, în Alaska. Aceștia intenționează cu ajutorul Cronosferei din Alaska să lanseze un ultim atac asupra Moscovei, pentru a destrăma imperiul sovietic. Jucătorul merge în Alaska, unde distruge cronsofera. După ce cronosfera este distrusă, jucătorul este oficial lider mondial. Însă în scena de final, mintea lui Yuri, într-un fel misterios, a supraviețuit și îi comunică prin telepatie jucătorului următoarele: „Ar fi fost bine să văd în interiorul minții tale generale. Poate voi avea ocazia.”.